# ほしのふうた
ほしの ふうたは日本の成人向け漫画家。成人向け漫画や成人向け同人誌の作家。東京三世社、コアマガジン、久保書店、茜新社、ヒット出版社で出版した後、主に個人サークルで活動。

## 略歴・人物
1968年生まれ、福岡県福岡市博多区出身。1998年、第1回コアマガジンコアマンガ大賞アリスくらぶ部門奨励賞の受賞作「いえないキモチ」でデビュー。
既婚者で、妻は同じく成人漫画家のヲカヤヒツジ。

## 作風
ロリコンものを得意とし、それまで同ジャンルのほぼ全てを占めていた陵辱、劇画系の対極に位置すると言える、一見すると学年誌や児童文学、ギャグ漫画の挿絵やイラストとすら思われるような明るく可愛らしい絵や作風で、ロリ漫画界の将来性を大きく広げた。また一方で同ジャンルで主流とされる作風（妹もの、大人の主人公の元に突然訪れる少女といったシチュエーション等）はゼロではないものの意図して避ける傾向にあり、そのことが原因で（そうした作風を継続的に求める）商業誌での活躍の場が減少したことを本人自ら語っている。ショタ系の描写も得意で、少女や女性との絡みのある作品を多く描いている。商業誌では少年同士のいわゆるボーイズラブ作品を描いたことはないが、同人誌では数作品出している。数は少ないが男性キャラが女装する場合もある。
同人の世界では「モモのつぼみ」「RPGカンパニー」のサークルでアニパロを中心に活動。2008年からは個人サークル「ぷち屋」で活動している。

## 作品リスト

### 主な同人誌
- 何でも知りたいお年頃（1999年）※成年向け同人誌デビュー作
- おじゃまじょ妄想三連符（2000年）
- ヤシの木陰でつかまえて（2001年）
- ハナたんえ日記（2002年）
- 夢の中へ・・・（2003年）
- なかよし3人旅行・後編（2003年）
- マシュマロ裏通信（2004年）
- リトルツインズ ファンタジー（2005年）
- メラメラ姉弟（2005年）
- 夜の森で（2006年）
- でましたっ（2006年）
- 熱帯夜（14ページ版）
- ぴーりかぴりららハイパーぷりんせす（2007年）
- もっこり（2007年）
- WASH!!（ほしのふうた カラー作品集）
- ケミカルZおんなのこ（2008年）
- ぷち♪ぷれ（2008年）
- ミルク騒動（2008年）
- 熱帯夜（2009年）
- はぁと・らんど（2009年）
- プチ魔女ゆ～ぷるちゃんとルル（2009年）
- ときめきウイッチ～ず（2009年）
- ほっと☆スコール（2009年）
- 召喚中毒（2009年）
- イリュージョンまみれ（2009年）
- とらわれ姫・前編（2009年）
- ぷちぷれ２（2010年）
- いちゃプリ（2010年）
- みつびたし（2010年）
- はあと・らんど（2010年）※加筆増ページ版(商業再録 プ～ルの仲、はぁと・らんど、雨音時間)
- ちっちゃな美少女戦士（2010年）
- とらわれ姫・中編（2010年）
- 魔ものっコ（2011年）
- ちっちゃな美少女戦士２（2011年）※全ページフルカラー作品
- スコールぞーん（2011年）
- とらわれ姫III（2011年）
- エロ的（2011年）
- ひーと・らんど（2011年）
- プチ魔女ゆ～ぷるちゃん（2011年）※加筆増ページ版
- 全裸温泉（2011年）
- 風のなで吹くまち（2012年）
- とらわれ姫IV・完結編（2012年）
- 赤ずきんきゅん（2012年）
- ひめうた（2012年）
- 中二騒動（2012年）
- かぶると石コロのように気にされなくなるボウシ（2012年）
- ソイとチコ（2013年）
- 音色（2013年）
- 若菜といっしょ・特別編１（2013年）※加筆、再編集版
- おまかせ妖精（2013年）
- レンちん（2013年）
- 素モモにブーツ！（2013年）
- 若菜といっしょ・特別編２（2013年）※加筆、再編集版
- 音色（2013年）※加筆、再編集版
- ちっちゃな美少女戦士３（2013年）
- ばいお警報（2014年）
- ねばァ・らんど（2014年）
- さわって（2015年）
- 雨音時間（2016年）同名作品のリメイク。

### 単行本（商業誌）
- 秘蜜のささやき（2000年11月30日／東京三世社）
- 晴れときどきぬれねずみ（2001年12月31日／東京三世社）
- ポケットに好奇心（2002年2月19日／コアマガジン）
- ほおずり（2002年9月30日／茜新社）
- みちくさ（2002年11月30日／東京三世社）
- いたずらスイッチ（2003年1月25日／久保書店）
- なかよしちゃん（2003年2月19日／コアマガジン）
- ひそひそ遊び（2003年12月31日／東京三世社）
- 若葉といっしょ（2004年10月31日／東京三世社）
- いたずら注意報（2005年1月10日／久保書店）
- 天然幼液（2005年2月28日／東京三世社）- 「秘蜜のささやき」「晴れときどきぬれねずみ」に分散して収録された『夏休み』を纏め、「みちくさ」も含めて7作の短編と新規収録が2作。
- 霧の中の少女（2005年9月28日／東京三世社）- 『霧の童話』1話-4話収録。
- 水の戯れ（2006年2月10日／久保書店）
- 霧の童話（2006年8月31日／東京三世社）- 『霧の童話』5話-10話収録。
- 仔犬のしっぽとお砂糖と（2009年2月26日／ヒット出版社）

### 単行本未収録作品
- はぁと♥らんど（コミックフェロモン 2006年11月号／東京三世社）

### その他
- オタ婚さんいらっしゃい！（1994年／合同制作同人誌）
- もぉいいかい?（画集）（2006年4月22日／東京三世社）